# Mario Gaspar
Mario Gaspar, pe numele complet Mario Gaspar Pérez Martínez (n. 24 noiembrie 1990, Novelda, Spania) este un fotbalist spaniol, care joacă în prezent la Watford, în Premier League, pe postul de fundaș dreapta.
Înainte de transferul în Anglia, Gaspar era căpitanul lui Villarreal după ce a petrecut 13 sezoane la submarinul galben, jucând peste 400 de meciuri.

## Palmares
Villarreal
- UEFA Europa League: 2020–21[2]